# آبشار کاسکید
آبشار کاسکید (به انگلیسی: Cascade Falls) آبشاری است که در کارولینای شمالی، ایالات متحده آمریکا واقع شده و ارتفاع کلی ریزشگاه آن ۲۵۰ پا است.